# Spurilla oliviae
Spurilla oliviae är en snäckart som först beskrevs av Mcfarland 1966.  Spurilla oliviae ingår i släktet Spurilla och familjen snigelkottar. Inga underarter finns listade i Catalogue of Life.